# 1993-as Dakar-rali
Az 1993-as Dakar-rali 1993. január 1-jén rajtolt Párizsban és január 16-án ért véget Dakarban.  A 15. alkalommal megrendezett versenyen 46 motoros 65 autós és 22 kamionos egység indult.

## Útvonal
A versenyzők 8.877 km megtétele után, Franciaország, Marokkó, Algéria és Mauritánia,    éríntésével jutottak el a Szenegál fővárosába  Dakarba.
| Szakasz | Dátum      | Honnan           | Hova             | Összetett (km) |
| ------- | ---------- | ---------------- | ---------------- | -------------- |
| 1       | január 1.  | Párizs           | Chailley         |                |
|         | január 2.  | Utazás Afrikába  |                  |                |
|         | január 3.  | Utazás Afrikába  |                  |                |
| 2       | január 4.  | Tánger           | Fez              | ---            |
| 3       | január 5.  | Fez              | Beni Ounif       | 761            |
| 4       | január 6.  | Beni Ounif       | El Golea         |                |
| 5       | január 7.  | El Golea         | Bordj Omar Driss | 653            |
| 6       | január 8.  | Bordj Omar Driss | Tamanrasset      | 570            |
| 7       | január 9.  | Tamanrasset      | Adrar            | 1.191          |
|         | január 10. | Pihenőnap        |                  |                |
| 8       | január 11. | Adrar            | Chenachen        |                |
| 9       | január 12. | Chenachen        | Bir Amrane       | 650            |
| 10      | január 13. | Bir Amrane       | Atar             |                |
| 11      | január 14. | Atar             | Atar             | 224            |
| 12      | január 15. | Atar             | Nuakchott        | 533            |
| 13      | január 16. | Nuakchott        | Dakar            | 517            |

## Végeredmény
A versenyt összesen 12 motoros, 44 autós és 11 kamionos fejezte be.

### Motor
|    | Versenyző            | Motor  |
| -- | -------------------- | ------ |
| 1. | Stéphane Peterhansel | Yamaha |
| 2. | Thierry Charbonnier  | Yamaha |
| 3. | Jordi Arcarons       | Yamaha |

### Autó
|    | Versenyző       | Motor      |
| -- | --------------- | ---------- |
| 1. | Bruno Saby      | Mitsubishi |
| 2. | Pierre Lartigue | Citroën    |
| 3. | Hubert Auriol   | Citroën    |

### Kamion
|    | Versenyző         | Motor    |
| -- | ----------------- | -------- |
| 1. | Francesco Perlini | Perlini  |
| 2. | Jacques Houssat   | Perlini  |
| 3. | Versino           | Mercedes |